# Gyöngyös
Gyöngyös (zgodovinsko slovensko Dindeš) je mesto na Madžarskem, ki upravno spada v podregijo Gyöngyösi Županije Heves.
Tu se nahaja tudi Letališče Gyöngyös Pipishegy.